# جون زورن
جون زورن (بالإنجليزية: John Zorn)‏ (و. 1953  م) هو ملحن، وعازف كلارينيت، وعازف ساكسفون، وعازف جاز، وعازف بيانو، وموسيقي أمريكي، ولد في نيويورك.

## التعليم
تعلم في Webster University ‏.

## جوائز
حصل على جوائز منها:
- زمالة ماك آرثر.

## وصلات خارجية
- جون زورن على موقع IMDb (الإنجليزية)
- جون زورن على موقع الموسوعة البريطانية (الإنجليزية)
- جون زورن على موقع مونزينجر (الألمانية)
- جون زورن على موقع ألو سيني (الفرنسية)
- جون زورن على موقع ميوزك برينز (الإنجليزية)
- جون زورن على موقع أول موفي (الإنجليزية)
- جون زورن على موقع قاعدة بيانات الأفلام السويدية (السويدية)
- جون زورن على موقع إن إن دي بي (الإنجليزية)
- جون زورن على موقع أول ميوزيك (الإنجليزية)
- جون زورن على موقع ديسكوغز (الإنجليزية)
- جون زورن على موقع ديسكوغز (الإنجليزية)